# 約威老
約威老是加拿大安大略省多倫多的一個社區，前為村莊。它大致南至布魯亞街（Bloor Street），北至德文璞道（Davenport Road），東至央街，西至阿梵奴道（Avenue Road）。約威老在市政上被認為是兼併區的一部分。它於1830年作為一個單獨的社區建立，並於1883年併入多倫多。約威老社區內的設施相當多元，它有着住宅區、辦公地方及一系列購物場所。
約威老是加拿大最高檔的購物區之一，位於布魯亞街沿線的水貂里（Mink Mile）。2006年，水貂里是世界上第22昂貴的街道，租金為每平方英尺208加元。約威老2008年的租金為每平方英尺300加元，使其成為北美第三昂貴的零售空間。2008年，水貂里被《財富》雜誌評為全球第七大最昂貴的購物街，且稱此地租戶每平方英尺的銷售額可以達到1,500至4,500加元。

## 歷史
約威老由企業家約瑟·布魯亞（Joseph Bloor；多倫多主要街道之一的布魯亞街即以其命名）和玫瑰谷（Rosedale）的威廉·渣華士（William Jarvis；渣華士街以其長子森姆·渣華士命名）於1830年創立，最初是一個住宅區。約瑟·布魯亞當時在今天的布魯亞街（Bloor Street）夾教堂街（Church Street）東北部經營着一家啤酒廠，而威廉·渣華士為該區域的的司法行政官（Sheriff）。兩人在約威老地區購買了土地，將其細分為新的小街上的較小地塊，供那些有興趣在約克城外更清潔的空氣中生活的人使用。
約威老的政治中心是紅獅酒店（Red Lion Hotel），這是一家經常用作選舉投票站的旅館。正是在此處，威廉·里昂·麥肯齊於1832年被選回立法機構，一支龐大的遊行隊伍將他帶到了央街。
社區發展到足以在1849年通過馬車連結至多倫多。到1853年，約威老的人口已達到1,000人，以致需要建立一個村莊。於是，「約威老村」由此成立。該村持續發展壯大，到1870年代，干些臣道（Concession Road，即今布魯亞街）以北、央街以東的墓地Potter's Field關閉，遺體移至逝靈城（Necropolis）及快樂山墳場。
到1880年代，為約威老的大量人口提供服務的成本超出了該村的承受能力。約威老村向多倫多政府請求併入多倫多市。1883年2月1日正式兼併，約威老的官方名稱從此由「約威老村」（Village of Yorkville）改為「聖保羅選舉區」（St. Paul's Ward），原「約威老大會堂」（Yorkville Town Hall）亦隨之更名為「聖保羅大堂」（St. Paul's Hall）。
郊區的特色並沒有改變，其維多利亞風格的住宅、街道和花園一直延續到20世紀。1923年，多倫多希伯來婦產及康復醫院在約威老路100號（100 Yorkville Avenue）開業，一年後更名為西乃山醫院。這座建築的正面至今仍屹立不倒，並設有香奈兒零售商。
1960年代，約威老作為多倫多波西米亞文化的中心蓬勃發展。它是加拿大最著名的一些音樂人才的溫床，包括瓊尼·米歇爾、尼爾·楊和戈登·萊特福特，以及當時的地下文學人物，如瑪嘉烈·愛特伍、Gwendolyn MacEwen和Dennis Lee。約威老也被稱為加拿大嬉皮士運動的中心。1968 年，附近的多倫多大學的羅治杜書院（Rochdale College）在布魯亞街開設，作為反文化教育的實驗。受1960至1970年代的約威老影響的人包括賽博朋克作家威廉·吉布森。它受到嬉皮士和年輕人的統治，導致MPP Syl Apps將其稱為「城市中心潰爛的瘡」，並呼籲將之「根除」。Joni Mitchell在她的歌曲Night in the City中捕捉到了約威老路夜生活場景的多彩情景。1968年，加拿大國家電影局的紀錄片Christopher's Movie Matinée也描繪了嬉皮士的場景。

### 轉型高端商圈
地鐵布魯亞－丹佛線建成後，隨著城市官方計劃允許更高的密度，附近土地的價值增加。沿著布魯亞街，辦公大廈、哈德遜灣公司和聯福（Holt Renfrew）百貨公司取代了當地的零售業。隨著房地產價值的增加，布魯亞街以北約威老的住宅被改造成高端零售店，包括藝術畫廊、時裝精品店和古董店，以及金巴倫街（Cumberland Street）和約威老路（Yorkville Avenue）沿街的酒吧、咖啡館和食肆。許多較小的建築物於1970年代被拆除，並建造了辦公大廈和酒店，在隨後的幾十年中建造了高價柏文大廈開發項目。

## 特徵
布魯亞街（Bloor Street）上有一個高級購物區水貂里（Mink Mile）。街道兩旁林立著寫字樓，底層一層或兩層為零售店。布魯亞街以北的阿梵奴道（Avenue Road）和卑街（Bay Street）的主要街道也進行了類似的開發。在布魯亞街以北，在約威老路（Yorkville Avenue）和金巴倫街（Cumberland Street）街道上，主幹道之間，特點變成了包含藝術畫廊、一樓零售店和食肆的小型建築。再往北仍然是可追溯到19世紀的單戶獨立式和半獨立式住宅。
約威老擁有高檔購物場所、食肆，以及加拿大第一家五星級酒店。高檔精品店包括Burberry、Prada、Gucci、MAC Cosmetics、Hugo Boss、Chanel、Hermès、Louis Vuitton、Holt Renfrew、Tiffany & Co.、Escada、Ermenegildo Zegna、Cartier、Harry Rosen、Calvin Klein、Cole Haan、Vera Wang、Lacoste、Ferrari、Maserati、Bang and Olufsen、Betsey Johnson、Max Mara、Moncblanc、Bulgari、Birks、Coach、Guerlain、Swarovski等。位於布魯亞街（Bloor Street）的聯福（Holt Renfrew）商店是這家奢侈品零售商的旗艦店，也是最大的商店，有四層樓和精品店。許多其他公司的旗艦店也設在這裡，例如Harry Rosen、Town Shoes、Lacoste、Gucci、Coach和Chanel（其中加拿大旗艦店成為世界上最大的旗艦店之一）。Browns Shoes在布魯亞街開業，其商品較其他精品店頗為昂貴。
約威老的豪華酒店包括多倫多約威老洲際酒店（InterContinental Toronto Yorkville）、四季酒店（Four Seasons Toronto）、柏悅酒店（Park Hyatt Toronto）、黑澤爾頓酒店（Hazelton Hotel）、溫莎阿姆斯酒店（Windsor Arms Hotel）、卑街酒店（Residence on Bay）及多倫多布魯亞約威老萬豪酒店（Toronto Marriott Bloor Yorkville Hotel）。
約威老有許多辦公大廈和專業服務。著名的公司及組織包括加拿大零售委員會（Retail Council of Canada）、加拿大郵政、IBM加拿大分部、亞特蘭蒂斯聯盟（Alliance Atlantis）、Famous Players、派拉蒙影業、Showcase Television、二十世紀影業、聯合利華及多國的領事館。MTV加拿大總部也位於約威老。
約威老是多倫多最昂貴一些柏文大廈的所在地，大多數起價超過100萬加元，甚至遠遠超出。其中包括：The Prince Arthur、Renaissance Plaza、10 Bellair、One St. Thomas、Windsor Arms Hotel、The Hazelton Hotel & Residences及Hazelton Lanes。
作為加拿大最大的博物館及北美第五大博物館，皇家安大略博物館位於約威老以西，布魯亞街（Bloor Street）夾阿梵奴道（Avenue Road）處。多倫多最大的公共圖書館多倫多參考書圖書館（Toronto Reference Library）位於布魯亞街以北的央街路段。約威老在約威老路（Yorkville Avenue）上亦擁有自己的公共圖書館。
- 77 Yorkville Avenue, one of several buildings in Yorkville that originate from the mid-19th century.
- Row of shops south of Yonge Street and Yorkville Avenue, 1975. During the 1960s and 1970s, the area became the city's bohemian cultural centre.
- Yorkville is home to a number of upscale boutique stores.
- Harry Rosen store at Mink Mile, an upscale shopping district on Bloor Street.
- Sassafraz restaurant in Yorkville.

## 康樂

### 約威老公園村
約威老公園村（Village of Yorkville Park）是一組獨特的花園，位於金巴倫街（Cumberland Street）南側，由貝萊爾街（Bellair Street）向西延伸。它由Oleson Worland Architects與Martha Schwartz / Ken Smith / David Meyer Landscape Architects聯合設計，旨在紀念周邊社區並反映加拿大景觀的多樣性。
在東端，一塊鋪好的土地上點綴著從圓形長凳上長出的蘇格蘭松。再往西，是一排海棠樹之間的一組金屬拱門。接下來是沼澤濕地。一個銀色的金屬結構內有一個瀑布，旁邊是一個充滿長椅及椅子的庭院，而一塊650噸重、有十億年曆史的花崗岩是從加拿大地盾上切下來並運至公園的。向西端。地鐵卑街站的西出口緊挨着岩石。
該公園獲得了1997年美國景觀設計師公會獎（American Society of Landscape Architects）、1997年國際市中心協會優異獎（International Downtown's Association Award of Merit 1997）及1997年多倫多市政府城市設計卓越獎（City of Toronto Urban Design Award of Excellence 1997）。2012年，美國景觀設計師公會在修復後對約威老公園村進行了審查並再次頒發獎項：地標類別的卓越獎（Award of Excellence in the Landmark category）。

### 法蘭·斯托勒里公園
法蘭·斯托勒里公園（Frank Stollery Parkette）以當地商人及政治家法蘭·斯托勒里（Frank Stollery，1879-1971）的名字命名，這座楔形的小型城市公園由央街向西延伸，位於德文璞道（Davenport Road）與Scollard Street之間。公園的主題現為紀念德文璞路的歷史。他的同名商店Stollerys位於布魯亞街（Bloor Street）夾央街的西南角，地址為布魯亞西街1號（1 Bloor Street West）。Stollerys經營了114年，銷售高端英國及歐洲男裝，直到2014年10月關閉。

### 傑西·凱徹姆公園
傑西·凱徹姆公園（Jesse Ketchum Park）是綠地公園，以加拿大政治家傑西·凱徹姆（Jesse Ketchum）的名字命名，設有遊樂場，毗鄰傑西·凱徹姆公園公立學校（Jesse Ketchum Public School）。

### 大會堂廣場
作為對約威老大會堂（Yorkville Town Hall）舊址的紀念，大會堂廣場（Town Hall Square），這個小型的城市綠洲在成排的樹籬、樹木及超大花盆之間設有小徑及長椅。廣場東側毗鄰多倫多公共圖書館約威老分館。

## 景點

### 藝術畫廊
- Versailles Antiques and Fine Art Ltd.
- Navillus Gallery
- Gallery One
- Drabinsky Gallery
- Beckett Fine Art
- Nick Art Nuovo Gallery
- Maslak McLeod
- Scollard Street Gallery
- Old Master Gallery
- Feheley Fine Arts
- Gallery Gevik
- Hollander York Gallery
- Kinsman Robinson Gallery
- Miriam Shiell Fine Art
- Loch Gallery
- Mira Godard Gallery
- Ingram Gallery
- Liss Gallery

### 酒吧及食肆
- Joso's
- Hemingway's
- Sassafraz
- The Pilot
- One (part of the Hazelton Hotel)
- Cafe Boulud

### 購物中心
- 金巴倫台（Cumberland Terrace）
- 聯福中心（英语：Holt Renfrew Centre）
- 哈德遜灣中心（英语：Hudson's Bay Centre）
- 宏利中心（英语：Manulife Centre）
- 約威老村（英语：Yorkville Village）

## 外部連結
- . City of Toronto. City of Toronto.   [March 16, 2009]. （原始内容存档于February 6, 2004）.
- . University of Toronto Press.   [May 25, 2011]. （原始内容存档于February 11, 2011）.*"Yorkville, a hippie haven" （页面存档备份，存于） - video clip from CBC Archives, first aired September 4, 1967